# Tirreno-Adriatico 1985
La Tirreno-Adriatico 1985, ventesima edizione della corsa, si svolse dal 7 al 13 marzo 1985 su un percorso di 1019,07 km ripartiti in 6 tappe più un prologo iniziale. La vittoria fu appannaggio dell'olandese Joop Zoetemelk, che completò il percorso in 28h21'08", precedendo il portoghese Acácio da Silva e lo svizzero Stefan Mutter. Da segnalare gli abbandoni di Bernard Hinault durante la terza tappa, causa bronchite e quello di Giuseppe Saronni, la tappa successiva, causa mal di gambe.

## Tappe
| Tappa  | Data     | Percorso                                                        | km      | Vincitore di tappa    | Leader cl. generale |
| ------ | -------- | --------------------------------------------------------------- | ------- | --------------------- | ------------------- |
| Pr.    | 7 marzo  | Santa Marinella (Cron. individuale)                             | 6,97    | Roberto Calovi        | Roberto Calovi      |
| 1ª     | 8 marzo  | Santa Severa > Arpino                                           | 237     | Moreno Argentin       | Roberto Visentini   |
| 2ª     | 9 marzo  | Fontana Liri > Subiaco                                          | 194,5   | Adrie van Houwelingen | Moreno Argentin     |
| 3ª     | 10 marzo | L'Aquila > Amandola                                             | 179,5   | José Luis Navarro     | Moreno Argentin     |
| 4ª     | 11 marzo | Urbisaglia > Porto Recanati                                     | 192     | Acácio da Silva       | Acácio da Silva     |
| 5ª     | 12 marzo | San Benedetto del Tronto > Acquaviva Picena (Cron. individuale) | 12,1    | Joop Zoetemelk        | Joop Zoetemelk      |
| 6ª     | 13 marzo | San Benedetto del Tronto > San Benedetto del Tronto             | 197     | Eric Vanderaerden     | Joop Zoetemelk      |
| Totale | Totale   | Totale                                                          | 1019,07 |                       |                     |

## Dettagli delle tappe

### Prologo
- 7 marzo: Santa Marinella - (Cron. individuale) – 6,97 km

Risultati
| Pos. | Corridore         | Squadra    | Tempo |
| ---- | ----------------- | ---------- | ----- |
| 1    | Roberto Calovi    | Gis Gelati | 8'39" |
| 2    | Roberto Visentini | Carrera    | a 8"  |
| 3    | Giuseppe Saronni  | Del Tongo  | a 9"  |

| Pos. | Corridore      | Squadra    | Tempo |
| ---- | -------------- | ---------- | ----- |
| 1    | Roberto Calovi | Gis Gelati |       |

### 1ª tappa
- 8 marzo: Santa Severa > Arpino – 237 km

Risultati
| Pos. | Corridore       | Squadra       | Tempo    |
| ---- | --------------- | ------------- | -------- |
| 1    | Moreno Argentin | Sammontana    | 6h48'11" |
| 2    | Johan Lammerts  | Panasonic     | s.t.     |
| 3    | Greg LeMond     | La Vie Claire | s.t.     |

| Pos. | Corridore         | Squadra | Tempo |
| ---- | ----------------- | ------- | ----- |
| 1    | Roberto Visentini | Carrera |       |

### 2ª tappa
- 9 marzo: Fontana Liri > Subiaco – 194,5 km

Risultati
| Pos. | Corridore             | Squadra    | Tempo    |
| ---- | --------------------- | ---------- | -------- |
| 1    | Adrie van Houwelingen | Verandalux | 5h17'49" |
| 2    | Gerhard Zadrobilek    | Atala      | s.t.     |
| 3    | Palmiro Masciarelli   | Gis Gelati | a 1'36"  |

| Pos. | Corridore       | Squadra    | Tempo |
| ---- | --------------- | ---------- | ----- |
| 1    | Moreno Argentin | Sammontana |       |

### 3ª tappa
- 10 marzo: L'Aquila > Amandola – 179,5 km

Risultati
| Pos. | Corridore         | Squadra       | Tempo    |
| ---- | ----------------- | ------------- | -------- |
| 1    | José Luis Navarro | Zor           | 4h49'10" |
| 2    | Steven Rooks      | Panasonic     | a 2"     |
| 3    | Niki Rüttimann    | La Vie Claire | s.t.     |

| Pos. | Corridore       | Squadra    | Tempo |
| ---- | --------------- | ---------- | ----- |
| 1    | Moreno Argentin | Sammontana |       |

### 4ª tappa
- 11 marzo: Urbisaglia > Porto Recanati – 192 km

Risultati
| Pos. | Corridore       | Squadra       | Tempo    |
| ---- | --------------- | ------------- | -------- |
| 1    | Acácio da Silva | Malvor        | 5h35'14" |
| 2    | Greg LeMond     | La Vie Claire | s.t.     |
| 3    | Joop Zoetemelk  | Kwantum H.    | s.t.     |

| Pos. | Corridore       | Squadra | Tempo |
| ---- | --------------- | ------- | ----- |
| 1    | Acácio da Silva | Malvor  |       |

### 5ª tappa
- 12 marzo: San Benedetto del Tronto > Acquaviva Picena - (Cron. individuale) – 12,1 km

Risultati
| Pos. | Corridore          | Squadra    | Tempo  |
| ---- | ------------------ | ---------- | ------ |
| 1    | Joop Zoetemelk     | Kwantum H. | 20'11" |
| 2    | Adrie van der Poel | Kwantum H. | a 9"   |
| 3    | Acácio da Silva    | Malvor     | a 11"  |

| Pos. | Corridore      | Squadra    | Tempo |
| ---- | -------------- | ---------- | ----- |
| 1    | Joop Zoetemelk | Kwantum H. |       |

### 6ª tappa
- 13 marzo: San Benedetto del Tronto > San Benedetto del Tronto – 197 km

Risultati
| Pos. | Corridore         | Squadra   | Tempo    |
| ---- | ----------------- | --------- | -------- |
| 1    | Eric Vanderaerden | Panasonic | 5h19'35" |
| 2    | Davis Phinney     | 7-Eleven  | s.t.     |
| 3    | Guido Bontempi    | Carrera   | s.t.     |

| Pos. | Corridore       | Squadra    | Tempo     |
| ---- | --------------- | ---------- | --------- |
| 1    | Joop Zoetemelk  | Kwantum H. | 28h21'08" |
| 2    | Acácio da Silva | Malvor     | a 57"     |
| 3    | Stefan Mutter   | Carrera    | a 1'20"   |

## Classifiche finali

### Classifica generale
| Pos. | Corridore                | Squadra       | Tempo     |
| ---- | ------------------------ | ------------- | --------- |
| 1    | Joop Zoetemelk           | Kwantum H.    | 28h21'08" |
| 2    | Acácio da Silva          | Malvor        | a 57"     |
| 3    | Stefan Mutter            | Carrera       | a 1'20"   |
| 4    | Gianbattista Baronchelli | Team Polti    | a 1'26"   |
| 5    | José Luis Navarro        | Zor           | a 1'28"   |
| 6    | Iñaki Gastón             | Reynolds      | a 1'33"   |
| 7    | Silvano Contini          | Ariostea      | a 1'37"   |
| 8    | Johan Lammerts           | Panasonic     | a 1'43"   |
| 9    | Niki Rüttimann           | La Vie Claire | a 1'46"   |
| 10   | Theo de Rooij            | Panasonic     | a 1'53"   |